# Гольдорф (Північно-Західний Мекленбург)
Гольдорф (нім. Holdorf) — громада в Німеччині, розташована в землі Мекленбург-Передня Померанія. Входить до складу району Північно-Західний Мекленбург. Складова частина об'єднання громад Рена.
Площа — 13,53 км2. Населення становить 393 ос. (станом на 31 грудня 2020).